# Bellezas al agua
Bellezas al agua fue un programa de televisión, versión española del italiano Bellezze al bagno de Canale 5, organizado por la cadena italiana durante los años 1989 a 1993 y emitido por Telecinco en España en los veranos de 1990, 1992 y 1993. Como la mayoría de los espacios emitidos por la cadena, entonces dirigida por Valerio Lazarov, importaba los formatos de la programación de la cadena homónima italiana, igualmente participada por Silvio Berlusconi.

## Mecánica
Inspirado en el concurso Juegos sin fronteras, se trataba de un concurso en el que los participantes debían superar diversas pruebas de agilidad siempre en el medio acuático. Entre las pruebas estaba la denominada Beso bajo el agua, en la que los concursantes debían besarse sumergidos en la piscina, ganando aquellos que fueran capaces de permanecer más tiempo.
El programa se completaba con actuaciones musicales y números humorísticos.

## Equipos
- Primera temporada: España, Francia, Alemania e Italia.
- Segunda temporada: España, Suiza, Alemania e Italia.
- Tercera temporada: España, Suiza, Portugal e Italia.

## Equipos ganadores
- 1989 (Edición sólo para equipos italianos): Arborea, Italia [2]
- 1990: Sabadell, España [3]
- 1991: Rheda-Wiedenbrück, Alemania [4]
- 1992: Nürnberg, Alemania [5]
- 1993: Brissago, Suiza [6]

## Presentadores
- Primera etapa (verano de 1990): Norma Duval y Francisco Cecilio.
- Segunda etapa (verano de 1992): Andoni Ferreño, Natalia Estrada, Inma Brunton y Kike Supermix.[7]
- Tercera etapa (verano de 1993): Agustín Bravo, Loreto Valverde, Vaitiare Bandera y Kike Supermix.[8]

## Curiosidades
- El programa se creó en 1989. Sin embargo, en aquella primera edición, no era un concurso internacional, sino que se enfrentaban un equipo del norte de Italia a un equipo del sur, asemejándose más al formato del programa francés intervilles.
- En 1991-1992 se emitió la versión invernal: Bellezas en la nieve.

- Al igual que su homólogo italiano, el programa se grababa desde el Aquaria Park de la localidad italiana de Cervia, excepto la última etapa emitida desde Bellaria.

- En 1991 Canale 5 organizó Bellezas al agua, contando con la participación de Alemania, Francia, Italia y España. A pesar de enviar a equipos españoles, Tele 5 España decidió no emitir el programa.